# Fujikawa Yuji
Yuji Fujikawa (sinh ngày 8 tháng 6 năm 1987) là một cầu thủ bóng đá người Nhật Bản.

## Sự nghiệp câu lạc bộ
Yuji Fujikawa đã từng chơi cho Mito HollyHock, Oita Trinita, Matsumoto Yamaga FC và YSCC Yokohama.